# Tang Hongbo
Tang Hongbo (chiń. 湯洪波 / 汤洪波; pinyin Tāng Hóngbō; ur. w październiku 1975 r. w Xiangtan, prowincja Hunan, Chińska Republika Ludowa) – chiński pilot myśliwski i kosmonauta. 17 czerwca 2021 r. wystartował w swój pierwszy lot kosmiczny z Shenzhou 12 na chińską stację kosmiczną.
Stowarzyszenie Uczestników Lotów Kosmicznych (Association of Space Explorers) przyznało mu Universal Astronaut Insignia za lot orbitalny (nr 567).